# Škoda 6 R
Škoda 6 R byl osobní automobil vyráběný československou automobilkou Škoda v Mladé Boleslavi. 

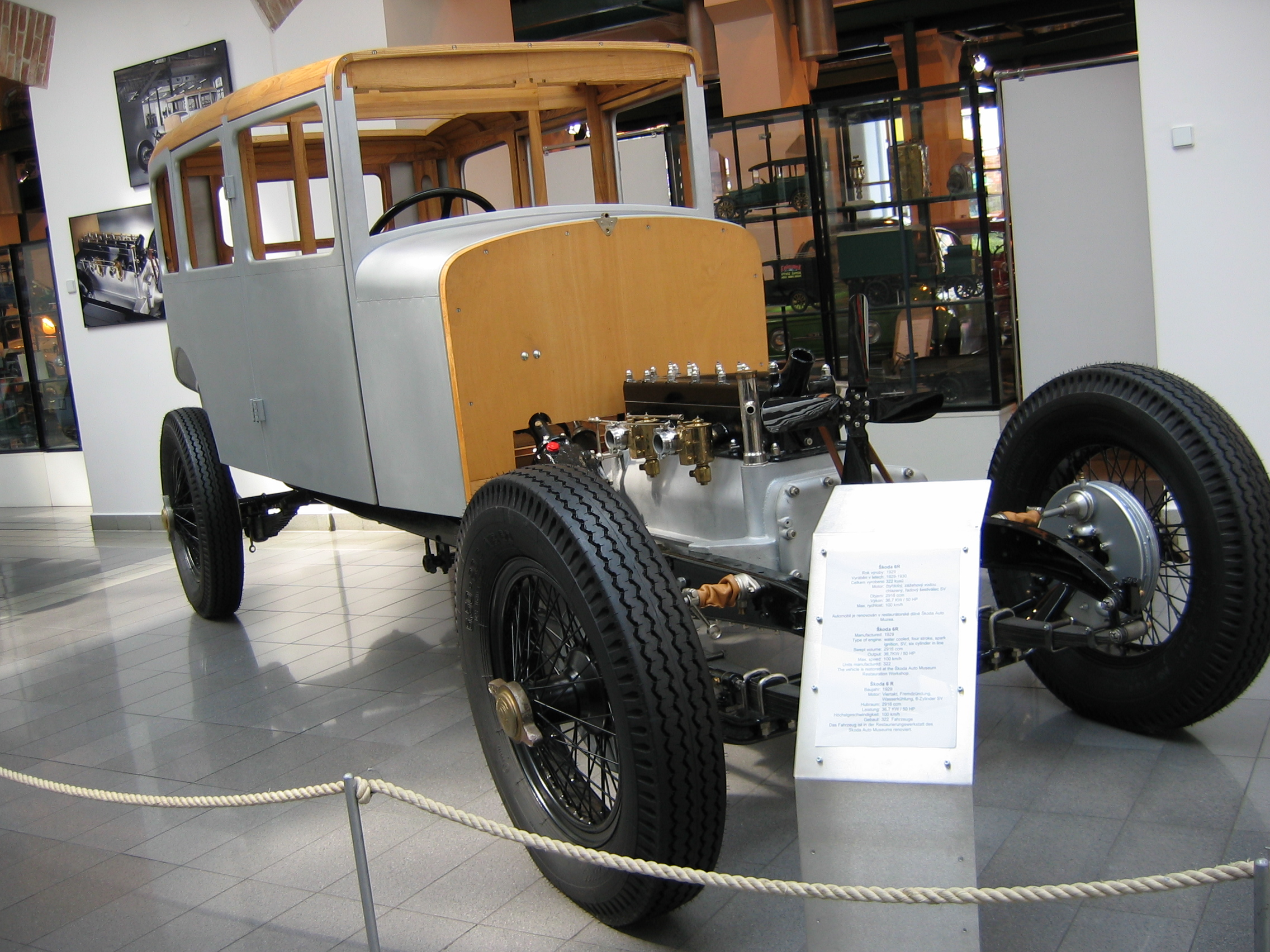
Škoda 6 R v muzeu Škoda v Mladé Boleslavi (2007)

Výroba začala roku 1929 a skončila roce 1930. Vůz měl výkon 36,7 kW, maximální rychlost byla 100 km/h. Motor uložený vpředu poháněl zadní kola, měl objem 2916 cm³. Byl k dostání jako limuzína nebo phaéton. Bylo vyrobeno 322 kusů.